# Cimetière clos de Servel
Le cimetière clos de Servel est situé à Lannion en France.

## Localisation
Le cimetière est situé sur le territoire de la commune de Lannion, rue du Calvaire, dans le département  des Côtes-d'Armor, dans la région Bretagne.

## Historique
Le cimetière est inscrit partiellement (enceinte) au titre des monuments historiques par arrêté du 22 décembre 1927.

## Galerie

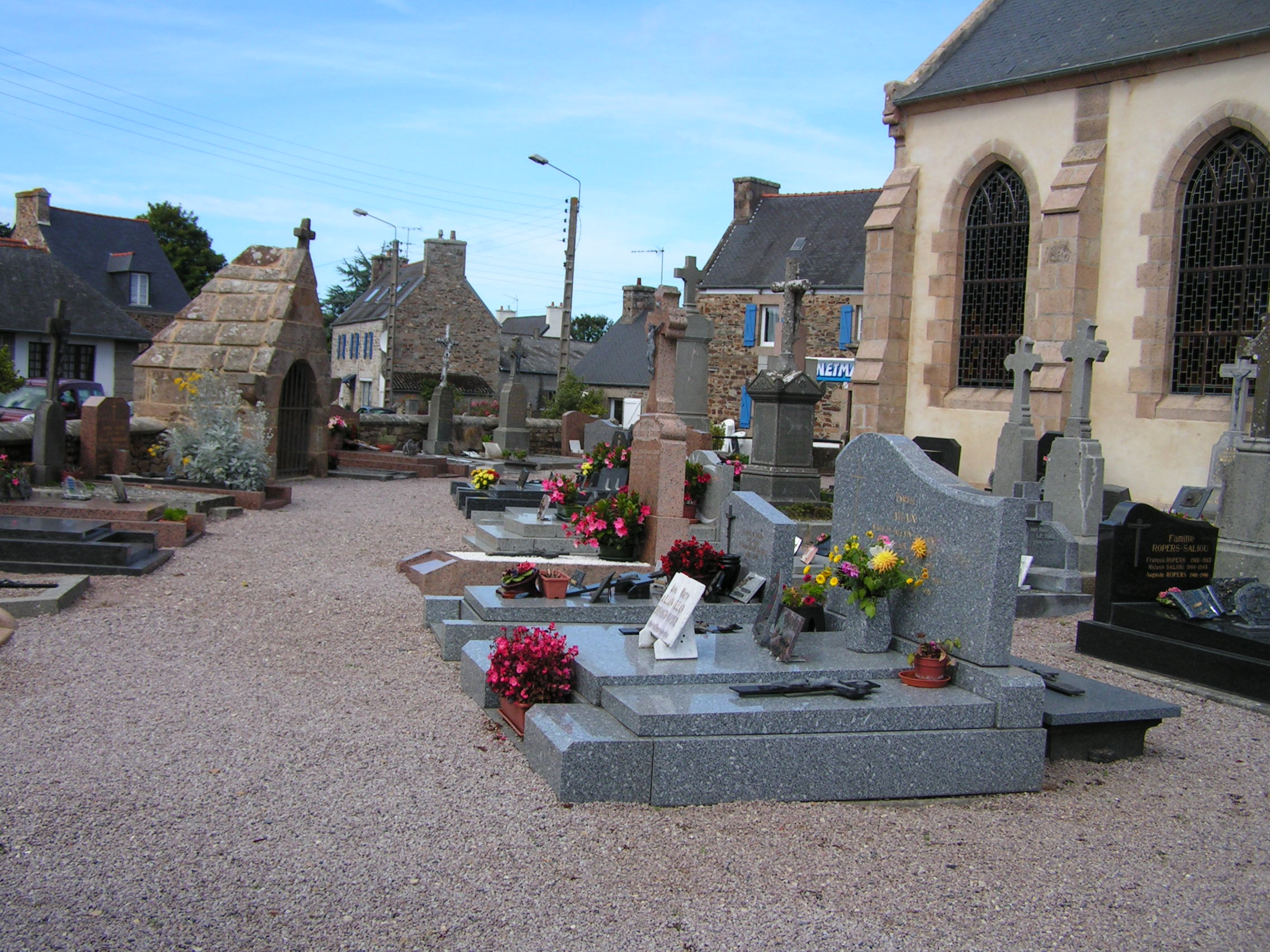
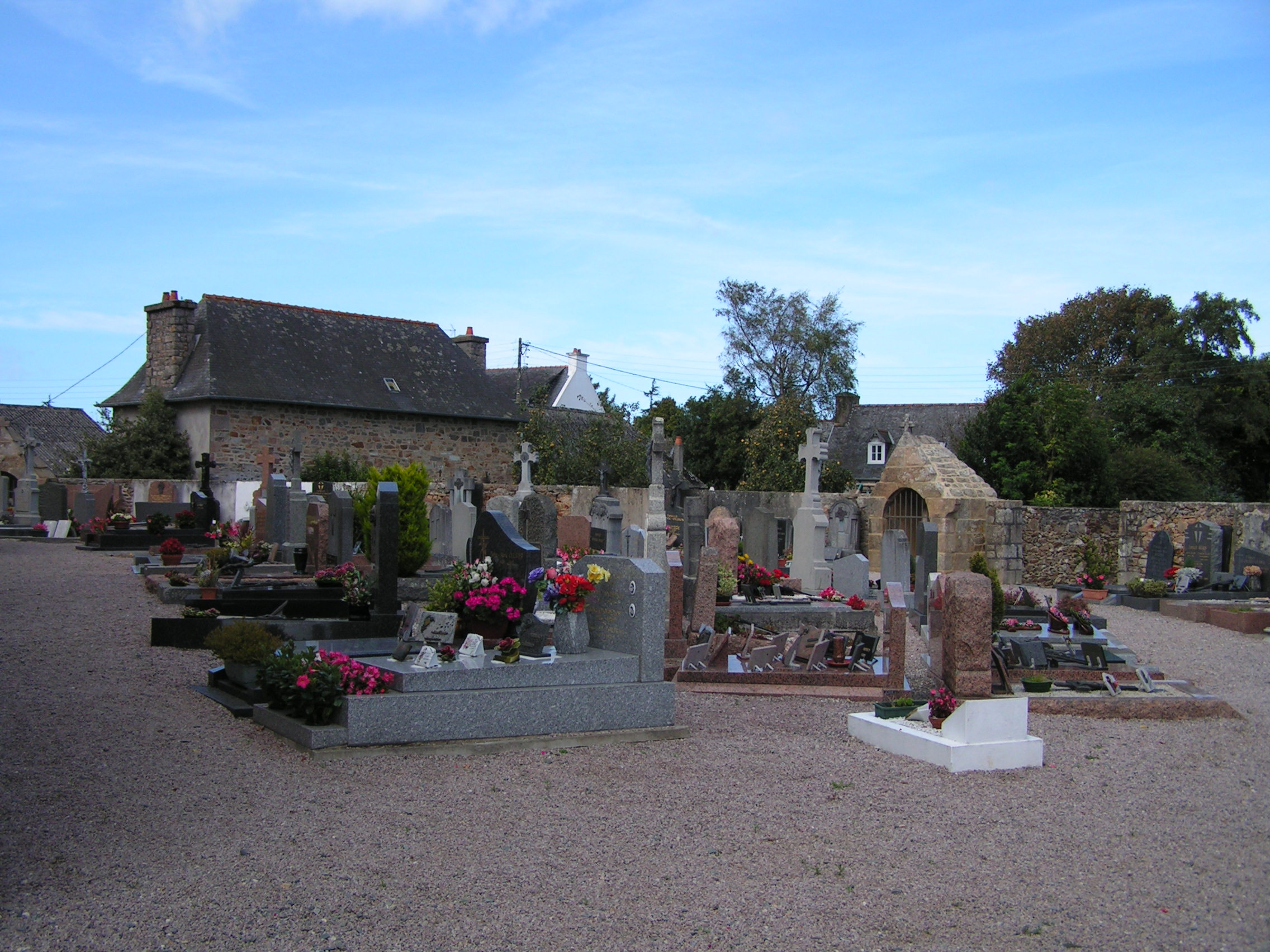
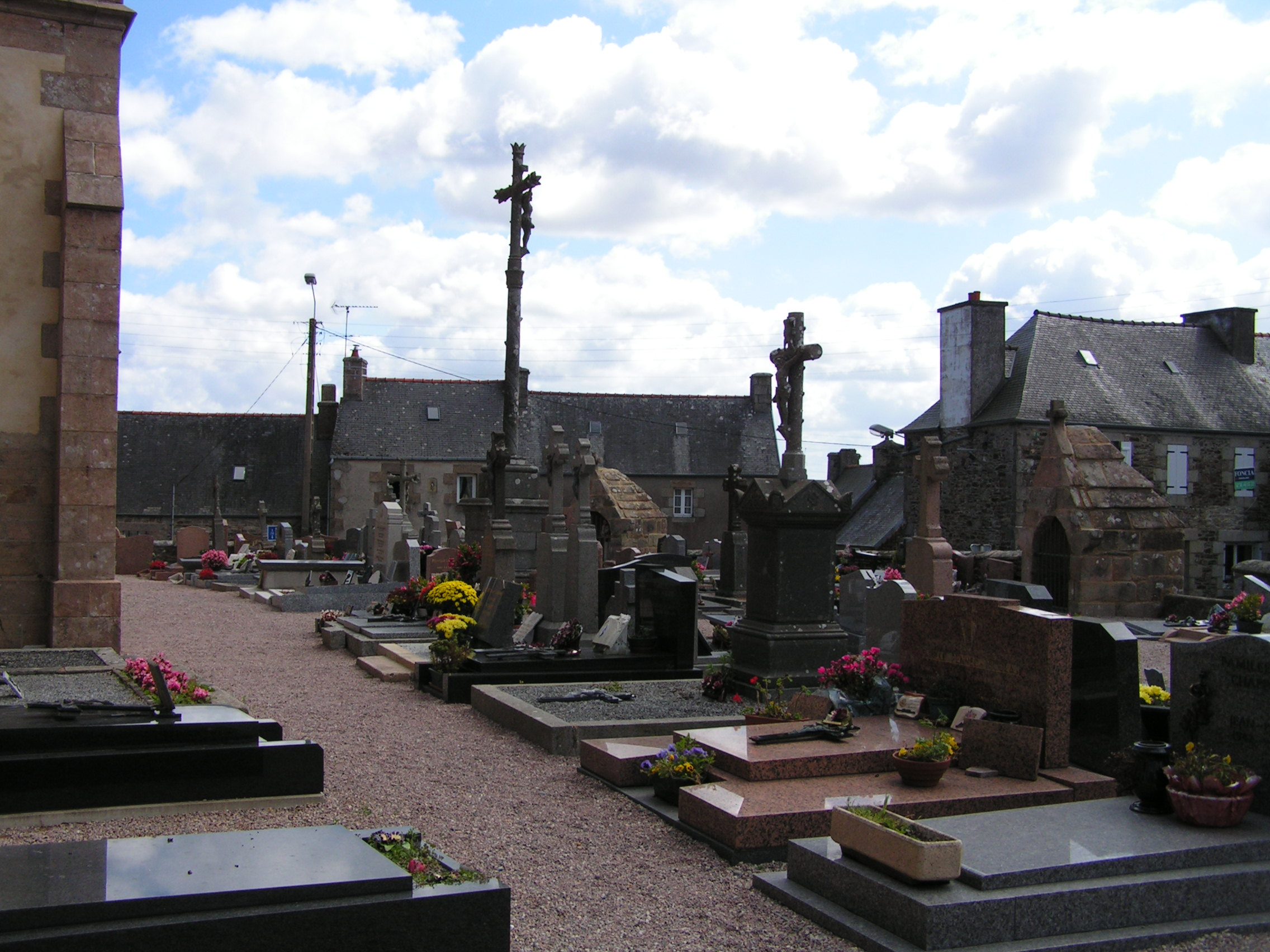